# Гино Рабасс
Гино Рабасс (1342 год — после 1412 года) — юрист.

## Семья
Гино Рабас родился в семье юрисконсульта. Его отца также звали Гино Рабасс.
Его дочь и наследница Хуана Рабасс вышла замуж за Франческо де Переллоса и Проксида. От их происходила новая линия в семействе Переллос. Потомки Хуаны и Франческо носили фамилию Рабасс и Переллос.

## Биография
Гино Рабас стал доктором права. После того как в 1378 году он был приведен к присяге в Валенсии стал королевским советником.
В 1410—1413 году земли Арагонской короны (Королевство Арагон, Королевство Валенсия, и Княжество Каталония) погрузились в междоусобные войны.
23 декабря 1411 года Парламент Каталонии договорился с собравшимися в Альканьисе депутатами Арагона о создании комиссии из двадцати четырех человек, по восемь от каждого владения. 23 января 1412 года папа Бенедикт XIII, который нашел убежище в Пеньисколе, предложил, что избирается небольшое число экспертов из каждого королевства с полномочиями назначать преемника; этот совет был принят, и 15 февраля Альканьисе была достигнута договоренность, что девять судей, три от каждого королевства, встретились в городе Каспе, принадлежащем рыцарям-госпитальерам. Там судьи должны были изучить права различных кандидатов и выбрать преемника большинством голосов. Это большинство должно было быть обеспечено по крайней мере одним голосом от каждого королевства.
Арагонский парламент делегировал губернатору Руису де Лиори и судье Хуану Хименесу Сердану возможность предложить судей. Подобным же образом решался вопрос о выдвижении кандидатов в княжестве Каталония и королевстве Валенсия.
На выбор кандидатур судей старался оказать влияние папа римский Бенедикт XIII. Он был встревожен предложением короля Франции каталонскому парламенту избрать Анжуйского своим правителем. Это позволило бы объединить короны Арагона, Анжу и Прованса. Но предложение беспокоило папу (которого признавали лишь в Арагоне и Кастилии), так как передавало Арагон иному «римскому папе», сидящему в Риме Григорию XII (на которого был ориентирован Людовик III Анжуйский) или сидящему в Пизе Иоанну XXIII (которого поддерживал Хайме Урхельский).
В списке кандидатов на роль судьи был указан и Гино Рабасс. В числе прочих Гино был одобрен парламентом и стал одним из девяти судей. Гино Рабас был известным сторонником Хайме II Урхельского, одного из двух основных кандидатов.
Однако, когда он прибыл в Каспе оказалось, что его внезапно охватило безумие.
В это время положение сторонников Хайме осложнилось. После того как кастильские войска вторглись в королевство Валенсия и 27 февраля 1412 года одержали победу в битве при Морведре многие сторонники Хайме были убиты (как Арнау Гиллем де Беллера, губернатор Валенсии) или попали в плен.
На основании этого, а также позднейших высказываний членов его семьи утверждалось следующее. Гино Рабасс не желал голосовать против Фердинада Кастильского за которого было большинство судей и у которого было военное превосходство. Но как сторонник Хайме Урхельского он не мог и голосовать за Фердинанда. Поэтому он последовал совету своего зятя Франческо де Переллоса и Проксиды и симулировал безумие.
В результате этого он был заменен на Пьера Бертана.